# Ljiljana Filipović
Ljiljana Filipović (Zagreb, 21. siječnja 1951.), književnica i filozofkinja.

## Životopis
Diplomirala je filozofiju i engleski te magistrirala, doktorirala i habilitirala na Odsjeku za filozofiju Filozofskog fakulteta u Zagrebu. Školovala se u Engleskoj, Italiji i Njemačkoj. U književnosti se javlja 1973. pišući radio igre za Dramski program Radio Zagreba. Na anonimnim natječajima Radio Zagreba za radio igru 1981. godine za tekst A s druge strane ulice  dobiva prvu nagradu, 1986. drugu nagradu za Sva su djeca moja, te 1988,/89., treću nagradu za radio dramu Sokol u šusteraju. Potom za III. program piše oglede, prevodi i postaje urednica, uređujući emisije s područja filozofije. Za inovaciju u uredničkom radu 2002. dobiva nagradu Hrvatskog radija. Istodobno od 1998. do 2013. predaje na Akademiji dramske umjetnosti u Zagrebu Filozofsko psihoanalitičku kritiku dramskog teksta gdje stječe i zvanje izvanredne profesorice.
Predavala je na konferencijama u Dublinu, Moskvi, Londonu, Firenzi, Parizu, Beču, Lundu, Moskvi, Pekingu, Magdeburgu, Marrakechu, Barceloni i dr., te na sveučilištima u Buenos Airesu, Tokiju i dr.
Autorica je studija Filozofija i antipsihijatrija Ronalda D. Lainga,  Nesvjesno u filozofiji, Javne samoće, Prazne tvornice, Scenariji kože te romana Nevidljivi pas,  Sokol u šusteraju, Nestali ljudi, kao i desetak radio drama.
Roman Sokol u šusteraju (2001. bio je u užem izboru za nagradu Jutarnjeg lista za najbolji roman 2001., te u užem izboru za nagradu Meša Selimović 2002. u Tuzli za najbolji roman na hrvatskom, srpskom, bosanskom i crnogorskom jeziku) ističe se specifičnim stilom obilježenim spojem realističnih prizora s fantazmagoričnim elementima, sinkopskim rečeničnim sklopovima koji su prožeti produhovljenim humorom. Identitet likova je zamršen, neodređen, otuda „nevidljiv“ i „nestao“ na fonu svakidašnjih realija...(Hrvatska književna enciklopedija) Karakteristike su to i romana Nestali ljudi.
U hrvatskim i inozemnim časopisima i zbornicima objavljuje radove koji se bave objašnjenjem kulturoloških fenomena na sjecištu filozofije, umjetnosti i psihoanalize (npr. „Film as an abreaction of totalitarianism“ u The Couch and the Silver Screen (Hove & New York: Brunner-Routledge 2003). Ti je interesi vode i prijevodima djela Thomasa S. Szasa, D. Coopera, M. Eliadea, R. D. Lainga i dr.
Kulturno je i javno angažirana u radu raznih nevladinih organizacija i časopisa.

## Odabrani popis djela:

#### Knjige:
- Filozofija i antipsihijatrija Ronalda D. Lainga, (studija) Zagreb: Filozofska istraživanja 1990.
- Nesvjesno u filozofiji, (studija) Zagreb: Izdanja Antibarbarus  Arhivirana inačica izvorne stranice od 16. siječnja 2017. (Wayback Machine) 1997.
- Javne samoće (eseji) Zagreb: Tvrđa & Izdanja Antibarbarus  Arhivirana inačica izvorne stranice od 16. siječnja 2017. (Wayback Machine) 2006.
- Prazne tvornice (studija) Zagreb: Izdanja Antibarbarus  Arhivirana inačica izvorne stranice od 16. siječnja 2017. (Wayback Machine), 2008.
- Scenariji kože (eseji) Zagreb: Izdanja Antibarbarus  Arhivirana inačica izvorne stranice od 16. siječnja 2017. (Wayback Machine) 2012.
- Klub krivaca, Zagreb, Izdanja Antibarbarus, 2016. (nagrada Višnja Machiedo)[1]

#### Romani:
- Nevidljivi pas (roman) Novi Sad: Dnevnik 1985.
- Sokol u šusteraju (roman) Zagreb: Ženska infoteka 2001.
- Nestali ljudi (roman) Zagreb: Profil 2007.

#### Radovi objavljeni na stranim jezicima:
- "Die Anfänge der Psychoanalyse in Zagreb (in Ambivalenz des Fin de siècle: Wien-Zagreb, Wien & Köln & Weimar: Böhlau Verlag 1998)
- "Theatre of the Unconscious" (in literature and psychology: a journal of psychoanalytic and cultural criticism, Volume 49 No. 1/2, 2003 Rhode Island College)
- “Die Psychoanalyse im Gerichtsaal” (in Psychotherapie und Psychoanalyse in Osteuropa, Uchtspringe: Sigmund-Freud-Zentrum 2003)
- "Film as abreaction of totalitarianism" (in The Couch and the Silver Screen (ed. Andrea Sabbadini; Hove and New York: Brunner-Routledge 2003)
- “Breakdown of the Collective”/ “Der Zusammenbruch des Kollektivs”, (Catalog of the exhibition Collective Creativity, Kassel: Kunsthalle Fridericianum 2005)
- “What makes us laugh?” (in Maske und Kothurn 4, Wien & Köln & Weimar: Böhlau Verlag 2005)
- “Psychoanalysis, Expulsion, Exclusion”, (in International Journal of Psychotherapy, Volume 12, Number 1, March 2008, Vienna: Journal of the European Association of Psychotherapy ISBN-1356-9082)
- “Philosophy - Psychiatry - Anti- Psychiatry - Non-Psychiatry” (in Extravagant Bodies: Extravagant Minds, Zagreb: Kontejner 2010)
- “More than fifty years after: Laing, Sartre & the Other” (in International Journal of Psychotherapy: 2011, Vol. 15, No. 2, pp. xx-xx: ISSN 1356-9082)
- "Eno samo besedilo v alternativnih pokrajinah" (Gledaliπki list 2, Slovensko narodno gledaliπËe drama, Ljubljana 2011/12)
- “A Perfect Day for Abjection”, (film mutations: the fifth festival of invisible cinema /filmske mutacije: peti festival nevidljivog filma, Zagreb 2011)
- “More than 50 years after: Laing, Sartre & the Other”, (in R. D. Laing 50 years since The Divided Self, ed. Theodor Itten & Courtenay Young, Ross-on-Wye: PCCS Books 2012)
- “Der Wunsch nach Freiheit”, (in Sozialwissenschaftliche Literatur Rundschau 70, Lahnstein: Verlag neue praxis Gmbh, 2015)

#### Institucije
- Hrvatsko društvo pisaca  Arhivirana inačica izvorne stranice od 19. svibnja 2011. (Wayback Machine)
- Hrvatska književna enciklopedija  Arhivirana inačica izvorne stranice od 4. rujna 2016. (Wayback Machine) Zagreb 2009
- Leksikon radija i televizije  Arhivirana inačica izvorne stranice od 18. siječnja 2017. (Wayback Machine), Zagreb 2006/2015

#### Članci
- Snježan Hasnaš, Ljiljana Filipović: Javne samoće (Filozofska istraživanja 2007.)
- Nataša Govedić, Dramska deklišeizacija sablasti ili psihoanaliza (Zarez, 194, 2006.)
- Iva Gruić, Uznemirujuće razgolićavanje privatnosti (Jutarnji list, 20.11. 2006)
- Božidar Alajbegović, Zahtjevan kafkijanski roman (Vijenac, rujan 2008.)
- Andrea Milanko Nestali, nesvjesni, ne(s)poznati (Književna republika,  01-02/2008)
- Maja Hrgović, Mistički odnos prema riječi (Novi list, 18.I. 2013.)
- Đurđa Otržan, Koja je posljednja uloga koju ste igrali? (Treća 1-2, Zagreb 2015.)